# Ånge (đô thị)
Đô thị Ånge (Ånge kommun) là một đô thị ở hạt Västernorrland, phía bắc Thụy Điển. Thủ phủ là Ånge.
Ånge được lập thành một thị xã (köping) năm 1947 và tách khỏi Borgsjö. Năm 1971, hai đơn vị này được hợp nhất và cùng với Haverö và Torp tạo thành đô thị hiện nay.

## Các đơn vị dân cư
- Alby
- Fränsta
- Ljungaverk
- Torpshammar
- Ånge (thủ phủ)
- Örtavall

## Các thành phố kết nghĩa
- Malvik, Na Uy;
- Oravais, Phần Lan;
- Ogre, Latvia;
- Beng, Lào.

Quan hệ với các thành phố kết nghĩa vùng Nordic được thiết lập trong thập niên 1940, các thành phố khác sau 1990.